# Psammophis notostictus
Psammophis notostictus ist eine Schlangenart aus der Gattung der Sandrennnattern innerhalb der Familie Psammophiidae. Im englischen Sprachraum wird sie oft als Karoo sand snake („Karoo-Sandschlange“) bezeichnet.

## Merkmale
Psammophis notostictus hat eine Gesamtlänge von typischerweise 75 bis 90 Zentimetern und maximal etwas über einem Meter. Der Schwanz ist lang und dünn. Die Körperfarbe ist dorsal hellgrau bis dunkelbraun, dabei seitlich oft blasser. Sie kann einheitlich sein oder einen hellen Streifen bzw. eine Reihe von Flecken auf der Wirbelsäulenschuppenreihe aufweisen und einen hellen Streifen entlang der vierten Schuppenreihe. Diese Streifen können von schwarzen Flecken begrenzt sein. Die Beschuppung weist 155 bis 183 Ventralia (Bauchschuppen) und 76 bis 107 Subcaudalia auf. Die Oberlippenschilde sind hell und vor und hinter dem Auge befindet sich ein heller Bereich. Die Pupillen sind bei Sandrennnattern rund. Kinn und Hals sind weiß mit grauen oder schwarzen Flecken oder Streifen. Ein weißer ventrolateraler Streifen bedeckt die untere Hälfte der äußeren dorsalen Schuppenreihe und die Enden der ventralen und erstreckt sich nach vorne auf die Labialia (Lippenschilde), Prä- und Postocularia. Die Ventralia sind gelblich, mehr oder weniger grau überzogen und mit einer grauen Linie von dem weißen ventrolateralen Streifen abgegrenzt.
Die Art kann leicht mit anderen Sandrennnattern verwechselt werden. Sie ist leicht giftig, aber für den Menschen ungefährlich.

## Lebensweise

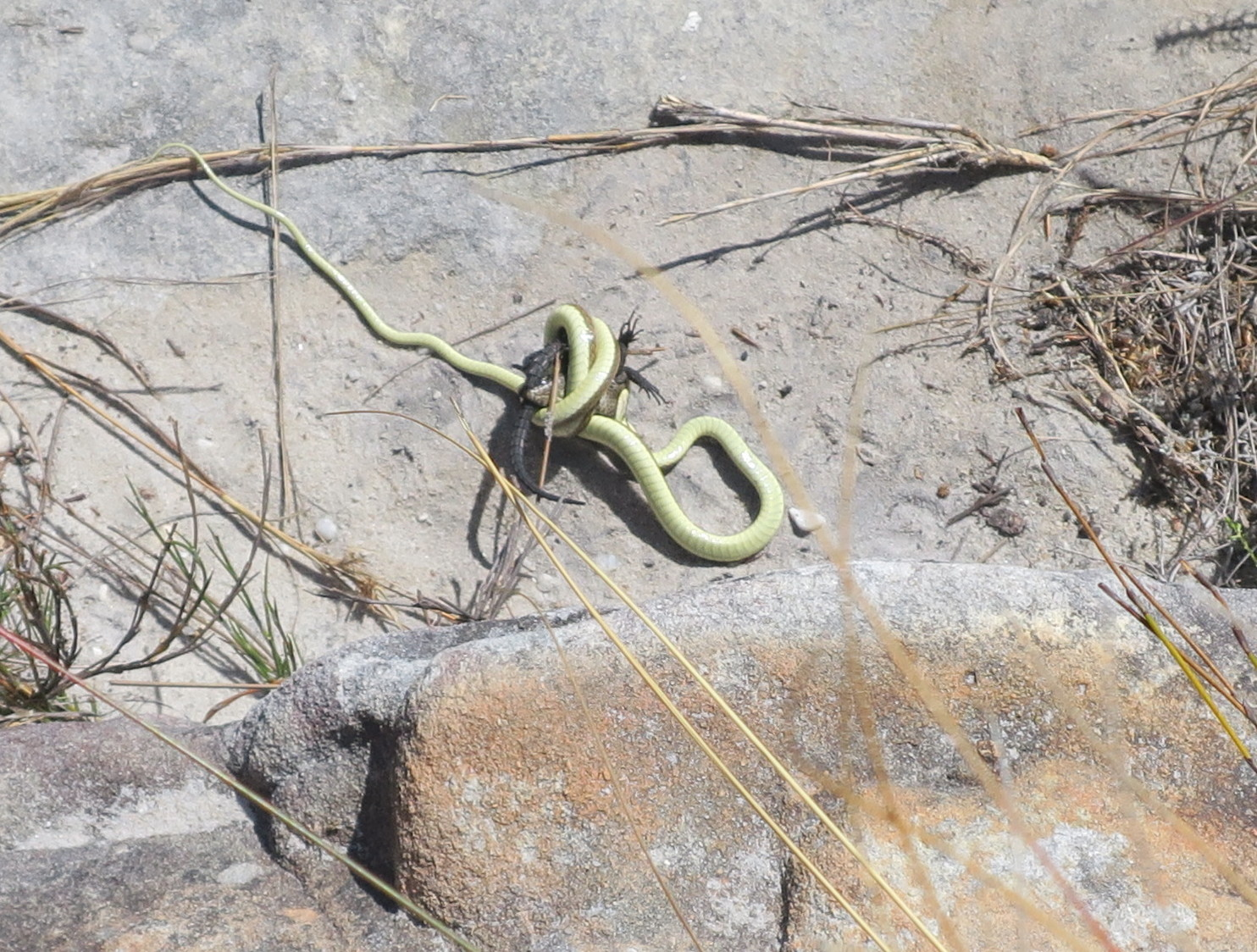
Psammophis notostictus mit Beute

Die Art ist wie alle Sandnattern ovipar (eierlegend). Psammophis notostictus ist tagaktiv und bewegt sich schnell fort. Zu ihrer Beute gehören vor allem Echsen, darunter Echte Eidechsen, Skinke und Agamen, aber auch auf kleine Nagetiere wie die Busch-Lamellenzahnratte. Die Art bewohnt trockenes Buschland und Fynbos. Darüber hinaus kann sie in alten Termitenhügeln, unter Felsen oder im offenen Veld gefunden werden.

## Verbreitung und Gefährdung
Das Verbreitungsgebiet von Psammophis notostictus erstreckt sich vom Süden Angolas über Namibia nach Südafrika, wo sie in den Provinzen Westkap, Nordkap, Freistaat und im Westen von Ostkap vorkommt. Darüber hinaus ist sie im äußersten Süden Botswanas zu finden. Die IUCN stuft die Art aufgrund ihres großen Verbreitungsgebiets als nicht gefährdet (least concern) ein und ihren Populationstrend als stabil. Sie kommt in einigen Schutzgebieten vor.

## Systematik
Die Art wurde 1867 von Wilhelm Peters als Psammophis moniliger var. notostictus erstbeschrieben. Die Terra typica ist Otjimbingwe in Namibia.